# Hypate
Hypate (gr. Ὑπάτη Hypátē, łac. Hypate) – w mitologii greckiej jedna z trzech muz liry, córka Apollona. Była czczona przede wszystkim w Delfach. Jej siostry to Nete i Mese. Jej imię także odnosi się do górnej struny, czyli najniższego z siedmiu dźwięków liry.